# Danae microdera
Danae microdera es una especie de coleóptero de la familia Endomychidae.

## Distribución geográfica
Habita en Sudán.